# Casa Branca (kommun)
Casa Branca är en kommun i Brasilien.   Den ligger i delstaten São Paulo, i den sydöstra delen av landet, 700 km söder om huvudstaden Brasília. Antalet invånare är 28 312.
Följande samhällen finns i Casa Branca:
- Casa Branca

Omgivningarna runt Casa Branca är en mosaik av jordbruksmark och naturlig växtlighet. Runt Casa Branca är det ganska glesbefolkat, med 25 invånare per kvadratkilometer.